# リトアニアの地方行政区画
リトアニアの地方行政区画（リトアニアのちほうぎょうせいくかく）は、1994年より適用されており、2000年には欧州連合 (EU) 加盟条件を満たすためにやや修正が施されている。
リトアニアは3段階の行政区画があり、まず第一級行政区画として10の郡が設置されており、その下に計60の基礎自治体が設置されている（以前は計56であった）。さらにその下には計500以上の区が設置されている。
また行政区画とは別に、文化的観点から5つの民族誌上の地方にも分けられる。

## 郡
リトアニアはまず10の郡（リトアニア語: apskritis、複数形: apskritys）に分けられており、それぞれの郡名は中心都市の市名に由来する。2010年7月1日以降は統計上の区分として用いられている。
かつて郡は、中央政府が任命した郡知事（リトアニア語: apskrities viršininkas）が統括していた。郡知事は、地方自治体がリトアニア共和国憲法や同国の法令を遵守していることを保証する立場にあるが、郡知事には十分な権限が与えられておらず、管轄下の各自治体が国の法令、綱領、政策を履行しているかどうかの監督に留まった。郡の機能は限られたものでしかなかったため、10ある郡の数を減らし、文化的区分にもとづく4つの新たな州を設置する案や、10万人以上の都市を中心とした5つの州を設置する案が出ていた。だが郡政府そのものが不要と判断されたため、2010年6月30日をもって郡の行政機能は廃止された。
現在の郡制度は戦間期の制度とは異なる。当時は郡の下位に郷 (valsčius) が設置されていた。現在は郡の下位に基礎自治体 (savivaldybė) 、さらにその下位に区 (seniūnija) が設置されている。
| 郡章・郡名                            | 中心都市                 | 面積（km2）      | 人口 （2024年1月1日） | 人口密度（/km2） （2024年1月1日） | 下位自治体 |
| ------------------------------------- | ------------------------ | ---------------- | --------------------- | --------------------------------- | --- |
| アリートゥス郡 Alytaus apskritis      | アリートゥス Alytus      | 5,418 （第6位）  | 134,201 （第7位）     | 25 （第8位）                      | - アリートゥス都市自治体 - アリートゥス地区自治体 - ヴァレナ地区自治体 - ドルスキニンカイ基礎自治体 - ラズディヤイ地区自治体                                                                                      |
| ヴィリニュス郡 Vilniaus apskritis     | ヴィリニュス Vilnius     | 9,730 （第1位）  | 868,341 （第1位）     | 89 （第1位）                      | - ヴィリニュス都市自治体 - ヴィリニュス地区自治体 - ウクメルゲ地区自治体 - エレクトレナイ基礎自治体 - シャルチニンカイ地区自治体 - シュヴェンチョニース地区自治体 - シルヴィントス地区自治体 - トラカイ地区自治体 |
| ウテナ郡 Utenos apskritis             | ウテナ Utena             | 7,191 （第5位）  | 126,326 （第9位）     | 18 （第10位）                     | - アニークシュチェイ地区自治体 - イグナリナ地区自治体 - ヴィサギナス都市自治体 - ウテナ地区自治体 - ザラサイ地区自治体 - モレタイ地区自治体                                                                       |
| カウナス郡 Kauno apskritis            | カウナス Kaunas          | 8,086 （第3位）  | 585,480 （第2位）     | 72 （第2位）                      | - カイシェドリース地区自治体 - カウナス都市自治体 - カウナス地区自治体 - ケダイネイ地区自治体 - ビルシュトナス基礎自治体 - プリエナイ地区自治体 - ヨナヴァ地区自治体 - ラセイネイ地区自治体                       |
| クライペダ郡 Klaipėdos apskritis      | クライペダ Klaipėda      | 5,222 （第7位）  | 339,972 （第3位）     | 65 （第3位）                      | - クライペダ都市自治体 - クライペダ地区自治体 - クレティンガ地区自治体 - シルテ地区自治体 - スクオダス地区自治体 - ネリンガ基礎自治体 - パランガ都市自治体                                                        |
| シャウレイ郡 Šiaulių apskritis        | シャウレイ Šiauliai      | 8,537 （第2位）  | 266,960 （第4位）     | 31 （第4位）                      | - アクメネ地区自治体 - ケルメ地区自治体 - シャウレイ都市自治体 - シャウレイ地区自治体 - パクルオイス地区自治体 - ヨニシュキス地区自治体 - ラドヴィリシュキス地区自治体                                            |
| タウラゲ郡 Tauragės apskritis         | タウラゲ Tauragė         | 4,408 （第9位）  | 90,578 （第10位）     | 21 （第9位）                      | - シラレ地区自治体 - タウラゲ地区自治体 - パゲゲイ基礎自治体 - ユルバルカス地区自治体 |
| テルシェイ郡 Telšių apskritis         | テルシェイ Telšiai       | 4,350 （第10位） | 130,918 （第8位）     | 30 （第5位）                      | - テルシェイ地区自治体 - プルンゲ地区自治体 - マジェイケイ地区自治体 - リエタヴァス基礎自治体 |
| パネヴェジース郡 Panevėžio apskritis  | パネヴェジース Panevėžys | 7,878 （第4位）  | 209,071 （第5位）     | 27 （第7位）                      | - クピシュキス地区自治体 - パスヴァリース地区自治体 - パネヴェジース都市自治体 - パネヴェジース地区自治体 - ビルジャイ地区自治体 - ロキシュキス地区自治体                                                         |
| マリヤンポレ郡 Marijampolės apskritis | マリヤンポレ Marijampolė | 4,466 （第8位）  | 134,668 （第6位）     | 30 （第5位）                      | - ヴィルカヴィシュキス地区自治体 - カズルー・ルーダ基礎自治体 - カルヴァリヤ基礎自治体 - シャケイ地区自治体 - マリヤンポレ基礎自治体                                                                              |

## 基礎自治体
基礎自治体（savivaldybė、複数形: savivaldybės）はリトアニアの中でももっとも重要な行政区画である。中には歴史的に地区自治体（rajono savivaldybė）と呼ばれるものもあり、そうした自治体は単に地区（rajonas）とも呼ばれる。他方都市自治体（miesto savivaldybė）と称する自治体もあり、単に市（miestas）とも呼ばれる。それぞれの自治体には選挙で選ばれた執行機関がある。過去には自治体の選挙は3年に1度行われていたが、現在では4年に一度行われている。以前は、自治体議会が市長を選出することとなっていたが、2015年統一地方選より各自治体の市長は直接選挙により選出されることとなった。

## 区
国内全体で500以上設置されている区（リトアニア語: seniūnija、複数形: seniūnijos）は、リトアニアで最小の行政区画であり、国政レベルでは何の機能も果たすものではない。区は各家庭に対して必要な公共サービスを提供する。例えば、農村部では区が出生や死亡を登記する。社会福祉の面でももっとも重要な役割をはたすのが区で、貧困下にいる人や家庭を把握し、生活手当を分配、さらに他の福祉金も準備する。区は、農村部の問題に対する改善策を地元から提起できる立場にあるが、しかし区には実際の権限がなく注目をあつめることもほとんどない、と指摘されている。

## 民族誌上の地方
行政区画とは別に、文化的な観点から5つの地方に分けられる。
- アウクシュタイティヤ (Aukštaitija) - 北東部
リトアニア語で「高地」の意。アウクシュタイティヤで用いられていた言語がリトアニア語の基礎となった。
- ジェマイティヤ (Žemaitija) - 北西部
リトアニア語で「低地」の意。英語などではサモギティア (Samogitia) とも呼ばれる。ジャマイティヤ語は、標準リトアニア語との差異が大きく互いの話者間での意思疎通は難しいが、現在ではリトアニア語の一方言とされることが多い。
- ズーキヤ (Dzūkija) - 南東部
リトアニアでは最も人口密度が低く、また大半が砂地なため農業に不向きな土地である。人々は伝統的にズーキヤ方言を話すが、これはアウクシュタイティヤ方言の下位方言に位置づけられている。
- スヴァルキヤ (Suvalkija) - 南西部
ネムナス川の南に位置する。19世紀にポーランド立憲王国領とされたことで独自のアイデンティティが育まれることとなった。
- 小リトアニア (Mažoji Lietuva) - 沿海部
小リトアニアの大半は、現在リトアニアではなくロシア・カリーニングラード州の領土となっている。小リトアニアのうち、現在リトアニア領となっている地域はクライペダ地方 (Klaipėdos kraštas) とも呼ばれ、現在ではジェマイティヤに含まれることも多い。
小リトアニアはかつてのリトアニア大公国の領土外の地域であり、プロシア語を話すプロイセン人の居住区であった。小リトアニア全域がプロイセン王国領であったころ、ロシア帝国領リトアニアで発行が禁じられていた書物は、小リトアニアでひそかに印刷されてリトアニアに持ち込まれていた。